# خوشاب (سربیشه)
خوشاب یک روستا در ایران است که در دهستان درح شهرستان سربیشه واقع شده‌است. خوشاب ۲۰۶ نفر جمعیت دارد.